# Liste der Monuments historiques in Vaubecourt
Die Liste der Monuments historiques in Vaubecourt führt die Monuments historiques in der französischen Gemeinde Vaubecourt auf.

## Liste der Objekte
| Bezeichnung                                         | Beschreibung                                                                 | Standort                                  | Kennzeichnung | Schutzstatus | Datum | Bild |
| --------------------------------------------------- | ---------------------------------------------------------------------------- | ----------------------------------------- | ------------- | ------------ | ----- | ---- |
| Drei Glocken                                        | Gussstahl, 1860 gegossen                                                     | in der Kirche St-Pierre-et-St-Paul (Lage) | PM55002444    | Inscrit      | 1993  |      |
| Grabstein für Jean de Nettancourt und seine Familie | Stein, 16. Jahrhundert; im Ersten Weltkrieg zerstört                         | in der Kirche St-Pierre-et-St-Paul (Lage) | PM55001279    | Classé       | 1898  |      |
| Kreuzweg                                            | 14 Gemälde; Ölfarbe auf Leinwand, Holzrahmen, 1932 von Michel Adrien Servant | in der Kirche St-Pierre-et-St-Paul (Lage) | PM55002692    | Inscrit      | 2010  |      |